# Percy Jackson
Perseusz „Percy” Jackson – fikcyjna postać, główny bohater serii sześciu książek Ricka Riordana „Percy Jackson i bogowie olimpijscy”, jeden z siedmiu głównych bohaterów serii „Olimpijscy herosi”, narrator w książkach „Greccy bogowie według Percy’ego Jacksona” i „Greccy herosi według Percy’ego Jacksona” oraz jeden z pobocznych bohaterów „Apollo i boskie próby”. Jest herosem (półbogiem). Jego ojcem jest Posejdon, a matką śmiertelniczka Sally Jackson.

## Dzieciństwo
Percy Jackson urodził się 18 sierpnia w 1993 roku. Był wychowywany tylko przez matkę – Sally Jackson. Ojciec Percy’ego, Posejdon, opuścił jego i Sally, przed narodzinami chłopca, dla ich własnego dobra. Sally mówiła synowi, że jego ojciec wyruszył na podróż po oceanie i już nigdy nie wrócił. Percy poznał prawdę dopiero po dwunastym roku życia. Możliwe, że Posejdon kiedyś odwiedził syna, gdyż Percy pamiętał jego ciepły uśmiech i złotą poświatę boga.
Kiedy Percy był mały, jego matka wyszła za mąż za Gabe'a Ugliano, którego Percy szczerze nienawidził za brak szacunku do matki. Sally zdecydowała się na małżeństwo, aby chronić syna przed niebezpieczeństwami ze strony świata bogów i półbogów, takimi jak mityczne potwory.
Wokół osoby Percy’ego zawsze działy się dziwne rzeczy, m.in. został on w ciągu sześciu lat wyrzucony z sześciu różnych szkół.

## Losy w kolejnych tomach
- Po raz pierwszy pojawia się w tomie „Złodziej pioruna” jako 12-latek, który dowiaduje się, że jest półbogiem i po utracie matki wyrusza w misję aby uratować ją, świat i Olimp. Jako że został oskarżony o kradzież pioruna Zeusa, musi uciekać przed bogami i odnaleźć złodzieja, zanim Zeus wytoczy wojnę Posejdonowi.
- W drugiej części, „Morze potworów”, dowiaduje się, że ma nietypowego brata przyrodniego – nie jest on półbogiem, ale cyklopem. Poza tym sosna Thalii została otruta i magiczna bariera obozu słabnie. Percy musi wyruszyć na morze potworów po Złote Runo, które ma wzmocnić tarczę obozu.
- W trzecim tomie pt. „Klątwa tytana” okazuje się, że niedługo odrodzi się najpotężniejszy potwór, jaki kiedykolwiek zagrażał Olimpowi i całemu światu. Ponadto przyjaciółka Percy’ego – Annabeth, córka Ateny – zaginęła. Plany Kronosa musi powstrzymać ekipa złożona z Percy’ego, Thalii, córki Zeusa, melancholijnego satyra Grovera, Bianki di Angelo i Zoe Nightsade.
- Czwarty tom, „Bitwa w labiryncie”, jest całkowicie poświęcony dawno zaginionemu Dedalowi, a cała akcja rozgrywa się w znanym z mitologii labiryncie Minotaura. Ponadto nowy nauczyciel w obozie herosów, który jest podejrzany o pomoc w powstaniu Kronosa, może trochę zaskoczyć.
- Piąta część, „Ostatni olimpijczyk”, wyjaśnia zdradę Luke’a, przeszłość Annabeth, a także emocje targające Percym w stosunku do pewnych osób. Fabuła ukazuje także, komu trzeba czasami uwierzyć i w jakich okolicznościach.
- Szósta część, „Puchar bogów" opowiada przygody Percy’ego w czasie realizowania trzech misji dla bogów. Dzięki ich wykonaniu, zostanie przyjęty na Uniwersytet Nowego Rzymu.

## Rodzina
- Sally Jackson (matka)
- Posejdon (ojciec)
- Gabe Ugliano (pierwszy ojczym)
- Paul Blofis (drugi ojczym)
- Estelle Blofis (siostra przyrodnia)
- Tyson (brat przyrodni)
- Frank Zhang (daleki krewny)
- Thalia Grace (kuzynka)
- Jason Grace (kuzyn)
- Zeus (stryj)
- Hades (stryj)
- Nico di Angelo (kuzyn)
- Bianca di Angelo (kuzynka)
- Hazel Levesque (kuzynka)
- Annabeth (dziewczyna)

## Wygląd
W książkach Percy opisany jest jako przystojny młody człowiek, o czarnych włosach i oczach o kolorze morza (czasem opisywanych jako zielonych). Percy nie jest zadowolony ze swojego wyglądu: drażni go, że ma wiecznie potargane włosy, nie jest za bardzo opalony oraz że jego zęby nie są idealnie równe. Właśnie dlatego tak łatwo wpadł w pułapkę Kirke w książce „Morze Potworów”. Mimo że książki zakładają, iż jest wysoki, nigdy nie zostało to do końca potwierdzone. Wiadomo tylko, że jest o cal niższy od Jasona. We włosach miał siwe pasmo – niemiłą pamiątkę po otrzymaniu nieboskłonu w „Klątwie Tytana”, ale jak stwierdziła Annabeth, zniknęło w „Znaku Ateny”. Mówi się, że Percy staje się tak przystojny jak jego ojciec, Posejdon i prawdopodobnie dlatego Meduza chciała zamienić go w posąg, aby móc go wiecznie oglądać. Na początku serii Percy był kiepski w lekkoatletyce, jednak po treningach w Obozie Herosów stał się bardzo sprawny i umięśniony. Nie wie, albo nie chce tego przyznać, ale spora liczba dziewczyn uważa, iż jest niezwykle przystojny. Nawet Hazel stwierdza, że przypomina rzymskiego boga. Tak samo uważa Kalipso, zapytana przez Percy’ego, czy jest w nim zakochana: Szkoda, że nie widzisz swojej twarzy. Jasne, że tak. Annabeth i Percy się w sobie zakochują.

## Ekranizacje
W filmie Percy Jackson i bogowie olimpijscy: Złodziej pioruna, filmowej adaptacji pierwszej z książek serii, Percy Jackson i bogowie olimpijscy rolę Percy’ego gra Logan Lerman.
W 2013 zekranizowano książkę Percy Jackson i bogowie olimpijscy: Morze potworów. W rolę Percy’ego wcielił się ten sam aktor, co w poprzedniej części.
W 2023 roku premierę ma serial Percy Jackson i bogowie olimpijscy, serial stworzony przez Ricka Riordana i Jonathana E. Steinberga na platformę Disney+. W rolę Percy’ego wciela się Walker Scobell.